# NGC 6902B
NGC 6902B је спирална галаксија у сазвежђу Стрелац која се налази на NGC листи објеката дубоког неба.
Деклинација објекта је - 43° 52' 8" а ректасцензија 20h 23m 6,8s. Привидна величина (магнитуда) објекта NGC 6902 износи 13,4 а фотографска магнитуда 14,1. NGC 6902B је још познат и под ознакама ESO 285-5, MCG -7-41-33, AM 2019-442, PGC 64580.